# تری‌فنیل‌متیل کلرید
تری‌فنیل‌متیل کلرید (به انگلیسی: Triphenylmethyl chloride) با فرمول شیمیایی C۱۹H۱۵Cl یک ترکیب شیمیایی با شناسه پاب‌کم ۶۴۵۶ است. که جرم مولی آن 278.7754 g/mol می‌باشد. شکل ظاهری این ترکیب، جامد زرد تا سفید است.